# Свиб (насеље)
Свиб је насељено место у саставу општине Циста Прово, Сплитско-далматинска жупанија, Република Хрватска.

## Историја
До територијалне реорганизације у Хрватској налазио се у саставу старе општине Имотски.

## Становништво
На попису становништва 2011. године, Свиб је имао 430 становника.
| Број становника по пописима | Број становника по пописима | Број становника по пописима | Број становника по пописима | Број становника по пописима | Број становника по пописима | Број становника по пописима | Број становника по пописима | Број становника по пописима | Број становника по пописима | Број становника по пописима | Број становника по пописима | Број становника по пописима | Број становника по пописима | Број становника по пописима | Број становника по пописима |
| --------------------------- | --------------------------- | --------------------------- | --------------------------- | --------------------------- | --------------------------- | --------------------------- | --------------------------- | --------------------------- | --------------------------- | --------------------------- | --------------------------- | --------------------------- | --------------------------- | --------------------------- | --------------------------- |
| 1857                        | 1869                        | 1880                        | 1890                        | 1900                        | 1910                        | 1921                        | 1931                        | 1948                        | 1953                        | 1961                        | 1971                        | 1981                        | 1991                        | 2001                        | 2011                        |
| 498                         | 533                         | 510                         | 534                         | 650                         | 747                         | 794                         | 772                         | 886                         | 912                         | 916                         | 998                         | 837                         | 907                         | 641                         | 430                         |

### Попис1991.
На попису становништва 1991. године, насељено место Свиб је имало 907 становника, следећег националног састава:
| Попис 1991.‍ | Попис 1991.‍ | Попис 1991.‍ | Попис 1991.‍ | Попис 1991.‍ |
| ----------- | ----------- | ----------- | ----------- | ----------- |
|             |             |             |             |             |
| Хрвати      | Хрвати      |             | 885         | 97,57%      |
| Срби        | Срби        |             | 11          | 1,21%       |
| Чеси        | Чеси        |             | 1           | 0,11%       |
| непознато   | непознато   |             | 10          | 1,10%       |
| укупно: 907 |             |             |             |             |